# Erik Lundgren (arkitekt)

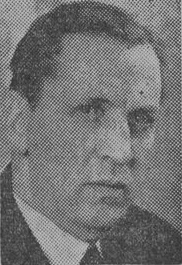
Erik Lundgren.

Erik Gustaf Lundgren, född 1 januari 1895 i Stockholm, död 27 juni 1984 i Falun, var en svensk arkitekt.
Efter studentexamen vid Nya Elementarskolan i Stockholm 1914 utexaminerades Lundgren från Kungliga Tekniska högskolan 1919 och från Kungliga Konsthögskolan 1921 (han studerade även vid University of London 1927). Han var anställd hos Sigurd Curman i Stockholm 1920–22, arkitekt i Luleå 1922, vid stadsingenjörskontoret i Göteborg 1923–30, tjänstgjorde utom stat vid Byggnadsstyrelsen 1927, var stadsplaneingenjör i Göteborg 1930–31, t.f. förste stadsingenjör där 1931–32 och stadsarkitekt i Falun från 1932 (även för Borlänge).
Erik Lundgren ritade bland annat krematorierna i Luleå och Falun, folkskolor i Leksand och Borlänge, elevhemmet för sjuksköterskor i Falun, Falu högre allmänna läroverks institutionsbyggnad och Stora Kopparbergs Bergslags AB:s centrallaboratorium. Han var Byggnadsstyrelsens kontrollant vid restaureringen av Bohus fästning 1922–39. Han blev andrepristagare vid stadsplanetävlingen om Gärdet i Stockholm 1929.

## Verk i urval
- Skogskyrkogården med Skogskapellet i Falun, 1938.
- Begravningskapell, Kvarnsveden, Borlänge, tillbyggnad, 1952-1953.
- Bostäder för Stora Kopparbergs Bergslags AB.
- Restaurering av kyrkor i Dalarna.
- Hummelgatan 14 i Borlänge, i stadsdelen Östermalm vid Hummelparken, ritning av år 1934.